# Куженкіно (смт)
Куженкіно (рос. Куженкино) — смт в Бологовському районі Тверської області Російської Федерації.
У 2021 населення становило 2247 осіб. Центр Куженкінського міського поселення.
Неподалік від смт Куженкіно знаходиться склад зберігання ракетного та артилерійського озброєння (військова частина 55443). В 2022 203-мм боєприпаси до самохідної гармати 2С7 «Піон» з цієї бази використовувались при Російському вторгненні в Україну . 

## Історія
Від 2005 року входить до складу муніципального утворення Куженкінське міське поселення.

## Населення
| 1959  | 1970  | 1979  | 1989  | 2002  | 2009  | 2010  |
| ----- | ----- | ----- | ----- | ----- | ----- | ----- |
| 3660  | ↗3833 | ↗3915 | ↗3969 | ↘3537 | ↘3126 | ↘2834 |
| 2012  | 2013  | 2014  | 2015  | 2016  | 2017  | 2018  |
| ↘2743 | ↘2683 | ↘2580 | ↘2510 | ↘2466 | ↘2438 | ↘2397 |
| 2019  | 2020  | 2021  |       |       |       |       |
| ↘2355 | ↘2313 | ↘2247 |       |       |       |       |